# Matrikas

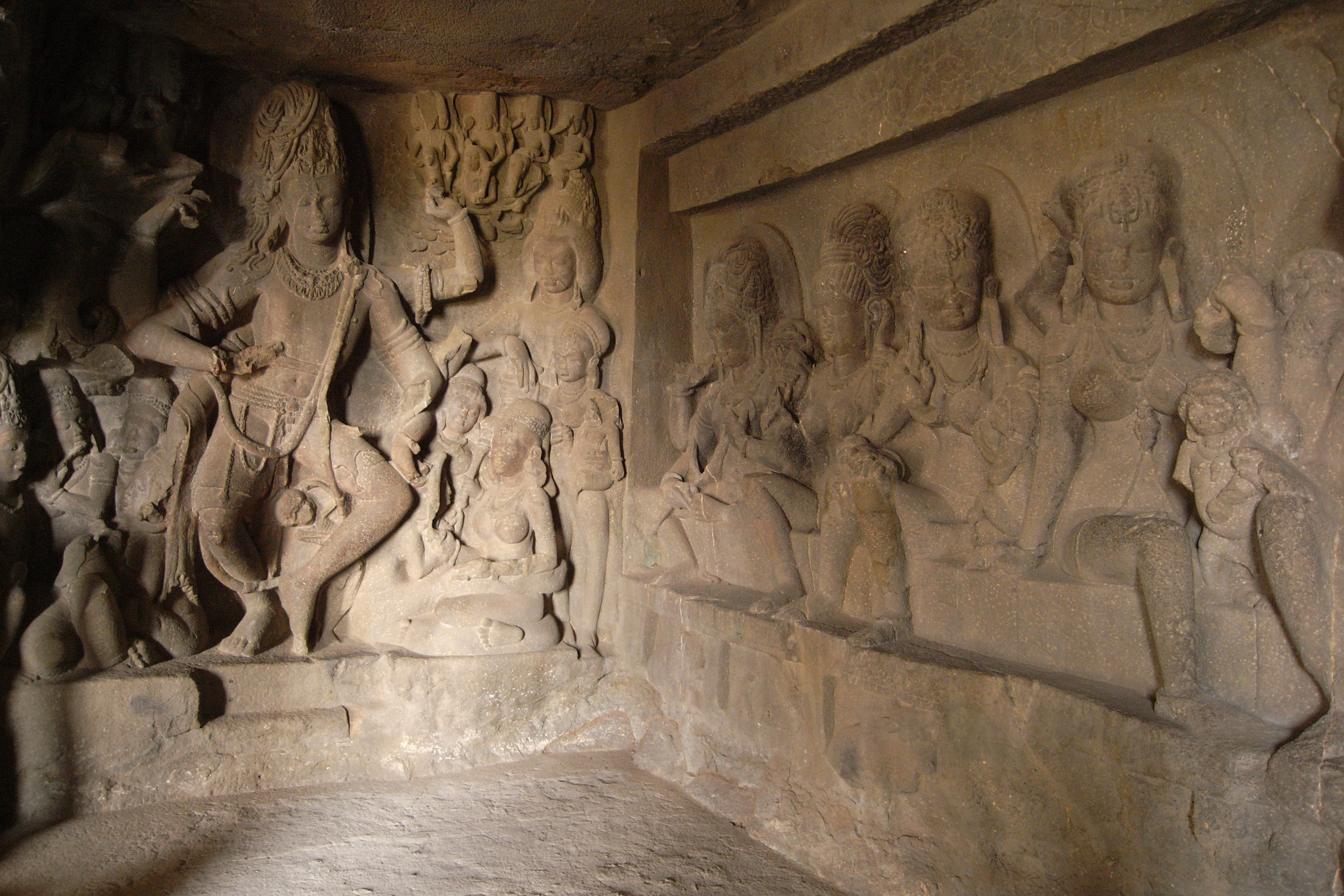
Höhlentempel Nr. 21 in Ellora – Shiva als Nataraja (links) und Virabhadra mit drei Matrikas (rechts), 6. Jh.(?)

Die Matrikas (Sanskrit: mātṝkās, मातृका, wörtl. „die Mütter“), manchmal auch Matara (Sanskrit: mātaraḥ, मातरः) oder Matris (mātṛs, मातृ) bilden eine Gruppe von sieben (sapta), acht (ashtha) oder mehr Muttergottheiten, die in der Blütezeit des Hinduismus sowohl im Norden als auch im Süden Indiens sowie in Teilen Nepals sehr populär waren.

## Geschichte
Der Ursprung der matrikas reicht möglicherweise bis in die Zeit der Induskulturen zurück, denn dort wurden einige wenige Siegel und Münzen gefunden, auf denen sieben weibliche Personen oder Gottheiten nebeneinander dargestellt sind. Der Rigveda spricht an einer Stelle von sieben Müttern, die den göttlichen Unsterblichkeitstrank (soma) zubereiten. Im 1. Jahrhundert n. Chr. tauchen sie auch im Mahabharata auf; dort werden sie beschrieben als dunkelhäutig, in fremden Sprachen redend und am Rande (der Dörfer) lebend. Auch mit den in den Wäldern lebenden weiblichen yakshas, die vorarisch-dravidischen Ursprüngen entstammen, werden sie in Verbindung gebracht. Man nimmt heute an, dass es sich ursprünglich um eher dämonische Volksgöttinnen des ländlichen Raums handelt, die ihrerseits wiederum als Verkörperungen von positiven und negativen Aspekten der Mahadevi anzusehen sind und somit eine große Eigenständigkeit und Unabhängigkeit besaßen, die in der Zeit der Kodifizierung des orthodoxen arisch-brahmanischen Hinduismus – vor allem im Gupta-Reich – als problematisch angesehen wurde und allmählich verschwand.

## Mythologie
Es gibt verschiedene Entstehungslegenden zu den saptamatrikas; die bekannteste entstammt dem Matsya-Purana und ist eng verknüpft mit Shivas Kampf gegen den Dämon Andhaka, der Verkörperung von Unwissenheit und Bosheit. In dieser Legende zeigt sich deutlich die verlorengegangene Souveränität der Matrikas: Andhaka wollte Parvati, die Gemahlin Shivas, vom Berg Meru entführen; sein Gefährte Nila nahm die Gestalt eines wütenden Elefanten an, der Shiva töten sollte. Virabhadra – ein Sohn Shivas – tötete daraufhin den elefantengestaltigen Dämon und brachte die abgezogene Haut seinem Vater, der sie sich umhängte und darin tanzte. Doch der Kampf ging weiter: Shiva tötete Andhaka schließlich mit einem Pfeil, doch aus jedem Tropfen Blut, der zu Boden fiel, entstanden neue Dämonen – eine Metapher für die Unauslöschlichkeit der Unwissenheit und des Bösen. Shiva erschuf daraufhin seine Shakti Yogeshvari und auch die anderen Hauptgötter emanierten ihre Shaktis im Kampf gegen den Dämon – diese wurden dann mit den älteren Muttergottheiten gleichgesetzt bzw. überlagerten diese.

## Darstellung

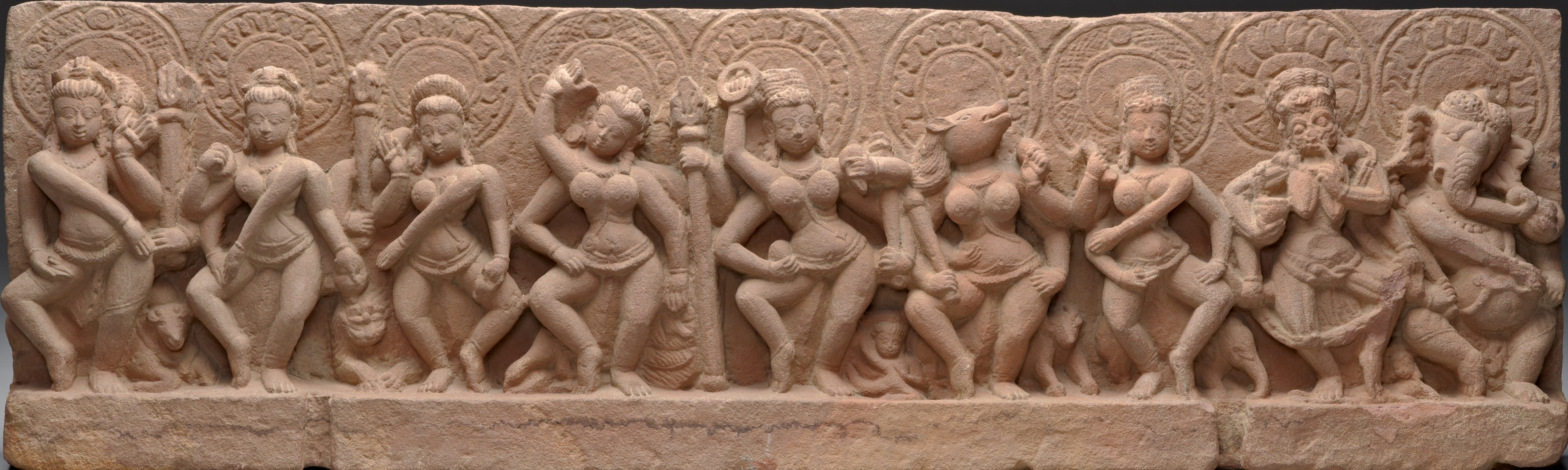
Shiva (links), Brahmani, Maheshvari, Kaumari, Vaishnavi, Varahi, Indrani, Chamunda und Ganesh; Los Angeles County Museum of Art (9. Jh.)

In der Regel werden die Matrikas als Gruppe dargestellt – in Tempelskulpturen meist sitzend, in der Malerei meist kämpfend. Chamunda wird häufiger auch als Einzelfigur behandelt; bei den anderen Matrikas ist diese Form der Darstellung äußerst selten. Die Muttergottheiten variieren sowohl in der Zahl als auch in ihrer Darstellung: Manchmal werden sie mit einem Kind in den Armen, einem Zeichen der Fruchtbarkeit, dargestellt; manchmal tragen sie Waffen als Zeichen von Wachsamkeit, Mut und Kampfesbereitschaft. Oft halten sie auch nur die Attribute ihres männlichen Ursprungsgottes in Händen. Zwei von ihnen werden regelmäßig – wie auch ihre männlichen Ursprünge – mit einem menschlichen Körper, aber mit einem Eberkopf (Varahi) bzw. Löwenkopf (Narasimhi) dargestellt.
| Matrika          | Ursprungsgott     | Attribute (Kennzeichen)                                | Reittier (vahana)    | Bedeutung (negative Energie) |
| ---------------- | ----------------- | ------------------------------------------------------ | -------------------- | ---------------------------- |
| Brahmani         | Brahma            | Kette (mala), Topf (kalasha)                           | Gans (hamsa)         | Stolz                        |
| Vaishnavi        | Vishnu            | Schneckenhorn (shankha), Keule (gada), Diskus (chakra) | Sonnenadler (garuda) | Gier                         |
| Maheshvari       | Shiva             | Dreizack (trishula)                                    | Bulle (nandi)        | Zorn                         |
| Indrani (Aindri) | Indra             | Donnerkeil (vajra)                                     | Elefant              | Nörgelei                     |
| Kaumari (Ambika) | Kumara/Karttikeya | Speer                                                  | Pfau                 | Verblendung                  |
| Varahi           | Varaha            | (Eberkopf)                                             | Eber                 | Neid                         |
| Narasimhi        | Narasimha         | (Löwenkopf)                                            | -                    | -                            |
| Chamunda         | Shiva             | -                                                      | Eule oder Leichnam   | Verleumdung                  |

Chamunda und/oder Narasimhi sind nicht immer dabei; andererseits werden aber auch Kali, Yogeshvari, Yami, Vinayaki und andere in religiösen Texten manchmal als Matrikas bezeichnet, wenngleich sie so gut wie nie in der Reihe der Göttinnen dargestellt werden. In Nepal wird Narasimhi meist durch Lakshmi ersetzt.

## Verehrung
In den großen Tempeln (kshetram) des südindischen Bundesstaates Kerala ist der Wohnsitz der sapta mathrukkal durch gestaltlose Steinmale am Boden außerhalb des Haupttempels (srikovil) gekennzeichnet. Zur Verehrung der Hauptgottheit gehört beim jährlichen Tempelfest ulzavabali die rituelle Umschreitung (pradakshina) des Tempels, während der ein Priester mit einer tragbaren Replik des Standbildes der Gottheit vorausgeht. Die Hauptgottheit, die symbolisch den Segen aller niederen Gottheiten empfängt, wird vor dem Stein der sapta mathrukkal aufgestellt. Ein Nambudiri-Priester vollzieht ein Ritual unter der musikalischen Begleitung eines parashavadyam-Orchesters, das nur bei diesem Ritual auftritt. Das Ensemble spielt die Trommeln timila, idakka, chenda, die Bronzeglocke chengila und das Schneckenhorn shankh, gelegentlich kommen das Paarbecken elathalam sowie die Blasinstrumente kuzhal und kombu hinzu.